# Øster Brønderslev
Øster Brønderslev es una localidad situada en el municipio de Brønderslev, en la región de Jutlandia Septentrional (Dinamarca), con una población en 2012 de unos 986 habitantes.
Se encuentra ubicada al noreste de la península de Jutlandia, al norte del Limfjord y junto a la costa del Kattegat (mar Báltico).